# Фукамуситя
Фукамуситя (яп. 深蒸し茶, «глубоко пропаренный чай») — сорт японского зелёного чая.
Для производства фукамуситя чайные листья обрабатываются паром не менее минуты, в 2—3 раза дольше, чем обычно. В результате долгого нагрева паром лист желтеет и частично разрушается, но цвет заваренного чая становится темнее, а вкус - слаще и сильнее. Фукамуситя заваривается быстрее обычного сэнтя, но аромат такого чая слабее, чем у сэнтя.
Этот сорт чая был создан в начале 1950-х годов при попытках уменьшить горечь обычного зелёного чая из некоторых районов. Сегодня чай этого сорта может быть и сладким, и горьким.